# Pholcus corcho
Pholcus corcho là một loài nhện trong họ Pholcidae. Loài này có ở quần đảo Canaria.